# Montagnes Davis
Pour les articles homonymes, voir Davis.
Les montagnes Davis (anglais : Davis Mountains) sont une chaîne de montagnes du Texas, aux États-Unis. Elles culminent à 2 554 mètres d'altitude au pic Baldy.

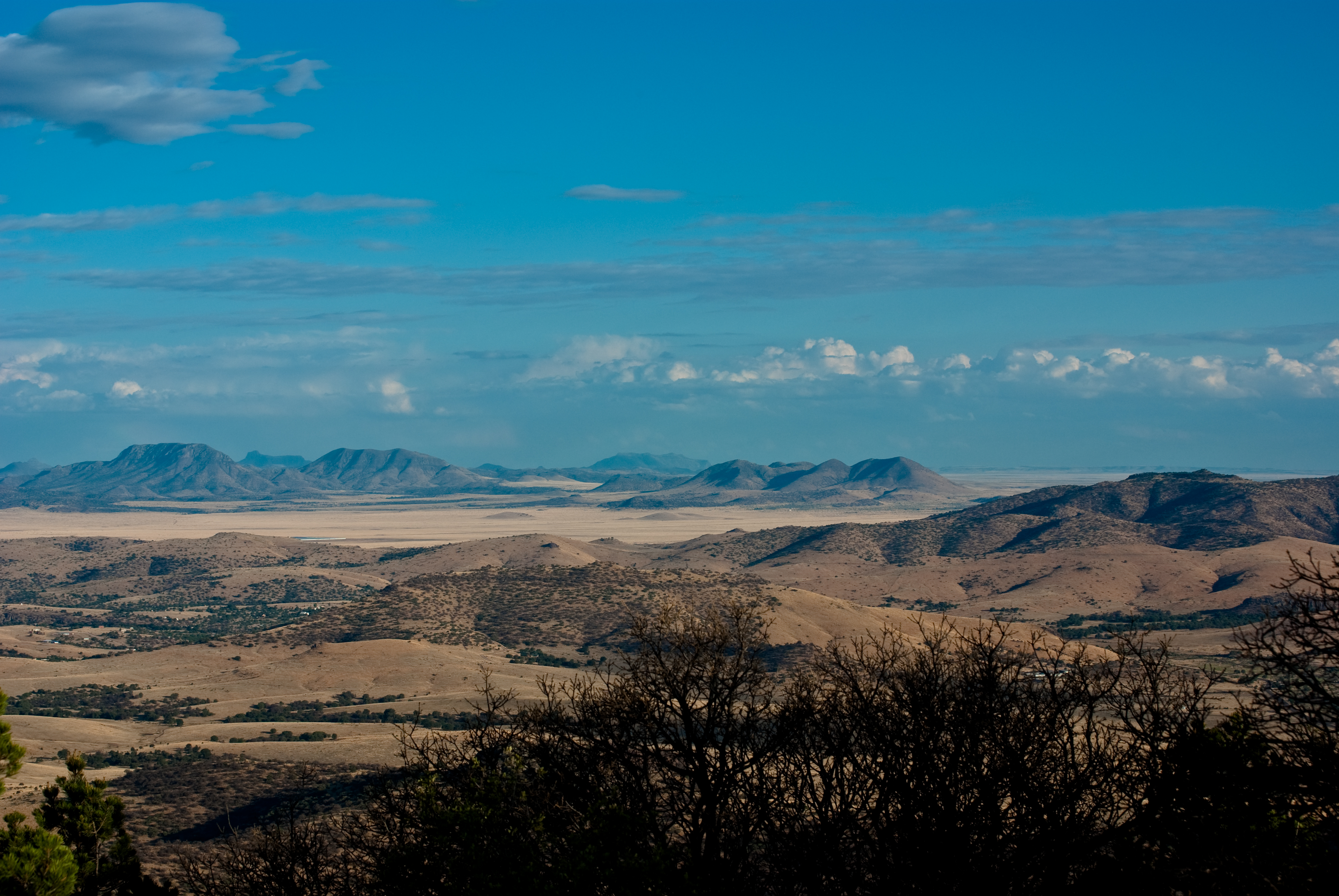
Vue des montagnes Davis.